# Anisogaster magnus
Anisogaster magnus là một loài bọ cánh cứng trong họ Cerambycidae.